# Presidentvalet i USA 2004
Presidentvalet i USA 2004 hölls tisdagen den 2 november 2004 över hela USA. De två huvudkandidaterna var den sittande republikanske presidenten George W. Bush från Texas och den demokratiske oppositionskandidaten John Kerry, senator från Massachusetts. Valet innebar att Bush återvaldes.
Bland de frågor som diskuterades mest under valkampanjen fanns Kriget mot terrorismen och Irakkriget, som Bush inledde under sin första mandatperiod.
Valet slutade med en seger för Bush, som därmed återvaldes som president. Bush fick 286 elektorsröster mot Kerrys 251. Hos väljarna fick Bush stöd av 50,7 procent. Motsvarande siffra för Kerry var 48,3 procent.

## Kandidater

### Demokraterna
Anmälda kandidater
- Carol Moseley Braun, tidigare senator från Illinois
- Wesley Clark, pensionerad general från Arkansas
- Howard Dean, tidigare guvernör av Vermont
- John Edwards, senator från North Carolina
- Dick Gephardt, representant från Missouris 3:e distrikt
- Bob Graham, senator från Florida
- John Kerry, senator från Massachusetts
- Dennis Kucinich, representant från Ohios 10:e distrikt
- Joseph Lieberman, senator från Connecticut
- Al Sharpton, pastor från New York

Demokraternas partikonvent 2004
Resultat från valet av partiets presidentkandidat:
- John Kerry 4 253 röster (98,4 %)
- Dennis Kucinich 43 röster (1,0 %)

26 personer (0,6 procent) avstod från att rösta. John Edwards valdes enhälligt till partiets vicepresidentkandidat.

### Republikanerna
Utan motstånd valdes USA:s sittande president George W. Bush till partiets presidentkandidat.

## Resultat
Bush vann elektorsrösterna i 31 av 50 stater och fick sammanlagt 286 elektorsröster. John Kerry vann i 19 delstater och District of Columbia, vilket gav honom 251 elektorsröster. En elektorsröst föll på Kerrys vicepresidentkandidat, John Edwards. Bush fick 50,7 procent av folkets röster mot Kerrys 48,3 procent. Den oberoende kandidaten Ralph Nader fick 0,4 procent av rösterna och Michael Badnarik från Libertarian party 0,3 procent. Bush fick i valet drygt 62 miljoner röster vilket är fler än någon tidigare presidentkandidat men hans segermarginal bland väljarna var samtidigt ovanligt liten för en sittande president. Valdeltagandet på drygt 60 procent var det högsta sedan 1968. 
Kongressen diskuterade potentiellt valfusk, i bland annat Ohio. Eftersom inget kunde bevisas röstade kongressen med stor majoritet emot att vidta åtgärder angående valresultatet.

### Sammanlagt resultat
| Kandidat       | Röster      | %     | Vunna valdistrikt | Elektorsröster |
| -------------- | ----------- | ----- | ----------------- | -------------- |
| George W. Bush | 62 040 610  | 50,73 | 31                | 286            |
| John Kerry     | 59 028 444  | 48,27 | 20                | 251            |
| John Edwards   | -           | -     | -                 | 1              |
| Totalt         | 122 267 553 | 99 %  | 51                | 538            |

### Resultat per valdistrikt
| Stat            | Bush      | Kerry     |
| --------------- | --------- | --------- |
| Alabama         | 1 176 394 | 693 933   |
| Alaska          | 190 889   | 111 025   |
| Arkansas        | 573 182   | 470 230   |
| Arizona         | 1 104 294 | 893 524   |
| Kalifornien     | 5 509 826 | 6 745 485 |
| Colorado        | 1 101 255 | 1 001 732 |
| Connecticut     | 693 826   | 857 488   |
| Delaware        | 171 660   | 200 152   |
| Washington D.C. | 21 256    | 202 970   |
| Florida         | 3 964 522 | 3 583 544 |
| Georgia         | 1 914 254 | 1 366 149 |
| Hawaii          | 194 191   | 231 708   |
| Idaho           | 409 235   | 181 098   |
| Illinois        | 2 346 608 | 2 891 989 |
| Indiana         | 1 479 438 | 969 011   |
| Iowa            | 751 957   | 741 898   |
| Kansas          | 736 456   | 434 993   |
| Kentucky        | 1 069 439 | 712 733   |
| Louisiana       | 1 102 169 | 820 299   |
| Maine           | 330 201   | 396 842   |
| Maryland        | 1 024 703 | 1 334 493 |
| Massachusetts   | 1 071 109 | 1 803 800 |
| Michigan        | 2 313 746 | 2 479 183 |
| Minnesota       | 1 346 695 | 1 445 014 |
| Mississippi     | 672 660   | 457 766   |
| Missouri        | 1 455 713 | 1 259 171 |
| Montana         | 266 063   | 173 710   |
| Nebraska        | 512 814   | 254 328   |
| Nevada          | 418 690   | 397 190   |
| New Hampshire   | 331 237   | 340 511   |
| New Jersey      | 1 670 003 | 1 911 430 |
| New Mexico      | 376 930   | 370 942   |
| New York        | 2 962 567 | 4 314 280 |
| North Carolina  | 1 961 166 | 1 525 849 |
| North Dakota    | 196 651   | 111 052   |
| Ohio            | 2 858 727 | 2 739 952 |
| Oklahoma        | 959 792   | 503 966   |
| Oregon          | 866 831   | 943 163   |
| Pennsylvania    | 2 793 847 | 2 938 095 |
| Rhode Island    | 169 046   | 259 760   |
| South Carolina  | 937 974   | 661 699   |
| South Dakota    | 232 584   | 149 244   |
| Tennessee       | 1 384 375 | 1 036 477 |
| Texas           | 4 526 917 | 2 832 704 |
| Utah            | 663 742   | 241 199   |
| Vermont         | 121 180   | 184 067   |
| Virginia        | 1 716 959 | 1 454 742 |
| Washington      | 1 304 894 | 1 510 201 |
| West Virginia   | 423 778   | 326 541   |
| Wisconsin       | 1 478 120 | 1 489 504 |
| Wyoming         | 167 629   | 70 776    |

Anmärkning: John Edwards fick en röst av en så kallad trolös elektor i Minnesota